# 23 de fevereiro nos Jogos Olímpicos de Inverno de 2010
O dia 23 de fevereiro foi o décimo segundo dia de competições dos Jogos Olímpicos de Inverno de 2010. Neste dia foram disputadas competições de nove esportes, com cinco finais.

## Esportes
| - Biatlo - Bobsleigh - Combinado nórdico - Curling - Esqui alpino | - Esqui estilo livre - Hóquei no gelo - Patinação artística - Patinação de velocidade |

## Resultados

### Biatlo
No revezamento feminino, a Rússia é a única equipe a não pagar punições por erros na fase de tiro e fica com o ouro. A prata vai para a França e o bronze para a Alemanha. A Noruega, que terminou em 14º lugar na primeira das quatro etapas, completa o evento em quarto.

### Bobsleigh
A competição de duplas femininas é iniciada e o trenó Canadá-1 lidera ao final de duas das quatro descidas. Fazendo o recorde da pista na segunda descida, as canadenses ficam com vantagem de 13 centésimos para o trenó Estados Unidos-2 e 40 centésimos à frente do Alemanha-2.

### Combinado nórdico
Na segunda prova do esporte em Vancouver, a de equipes, a Áustria conquista o bicampeonato olímpico retirando uma diferença de 36 segundos na largada do esqui cross-country (devido ao resultado do salto de esqui, primeira parte do combinado). Na prova, disputada sob forte neve, os Estados Unidos ficaram com a prata, chegando cinco segundos após os austríacos, e a Alemanha conquistou o bronze.

### Curling
O último dia das fases classificatórias dos torneios masculino e feminino decidiria as equipes classificadas para as semifinais. No feminino, as três equipes medalhistas nos Jogos de 2006 conseguem vaga, com o Canadá enfrentando a Suíça (repetindo a semifinal de Turim) e a atual campeã Suécia enfrentando a China, que não competiu em 2006. No masculino, o atual campeão olímpico Canadá se classifica, assim como Noruega e Suíça. Grã-Bretanha e Suécia empatam em número de vitórias e necessitam de um jogo extra para definir o quarto classificado.

### Esqui alpino
No slalom gigante masculino, o suíço Carlo Janka conquista o ouro com 2min37s83, seguido por dois noruegueses e três austríacos. O brasileiro Jhonatan Longhi fica em 56º após as duas descidas, sendo o terceiro melhor sul-americano. Entre os 103 atletas, participam representantes de países como Ilhas Cayman, Marrocos, Senegal e Peru.

### Esqui estilo livre
Na primeira prova de ski cross feminino na história dos Jogos Olímpicos, a canadense Ashleigh McIvor vence e ficou com o ouro, seguida da norueguesa Hedda Berntsen e da francesa Marion Josserand.

### Hóquei no gelo
São realizadas as oitavas-de-final do torneio masculino. A Suíça derrota a Bielorrússia nos pênaltis e se classificou para enfrentar os Estados Unidos nas quartas. No segundo jogo, o Canadá goleia a Alemanha por 8 a 2 e vai enfrentar a Rússia. Com gol de ouro, a República Checa elimina a Letônia e enfrenta a Finlândia. Encerrando a rodada, a Eslováquia se classifica para enfrentar a Suécia ao vencer a Noruega por 4 a 3, em jogo marcado pela cotovelada do norueguês Ole-Kristan Tollefsen em Lubos Bartecko, que caiu em quadra sem capacete e desacordado, batendo com a cabeça no gelo e sangrando muito. Tollefsen foi expulso e Bartecko foi atendido no ginásio e levado ao centro médico.

### Patinação artística
O primeiro dia da prova individual feminina é marcado pela apresentação da canadense Joannie Rochette, que perdeu a mãe dois dias antes da competição e foi aplaudida de pé pelo público presente no Pacific Coliseum. A coreana Yu-Na Kim obtém a pontuação mais alta no programa curto, com Mao Asada, do Japão, em segundo.

### Patinação de velocidade
A competição de 10000 m masculino tem vitória do sul-coreano Seung-Hoon Lee, que quebra o recorde olímpico do evento. Na última bateria, o neerlandês Sven Kramer, recordista mundial, baixa ainda mais o tempo, mas é desclassificado por mudar de pista durante a prova e por atirar os óculos ao ser informado pelo seu técnico de uma possível eliminação. O russo Ivan Skobrev fica com a prata e o neerlandês Bob de Jong com o bronze.

## Campeões do dia
Esses foram os "campeões" (medalhistas de ouro) do dia:
| Medalhas de ouro        | Medalhas de ouro         | Medalhas de ouro                                                        | Medalhas de ouro  | Medalhas de ouro |
| Modalidades             | Categoria                | Atleta (s)                                                              | País              | Ref.             |
| ----------------------- | ------------------------ | ----------------------------------------------------------------------- | ----------------- | ---------------- |
| Biatlo                  | Revezamento feminino     | Svetlana Sleptsova Anna Bogaliy-Titovets Olga Medvedtseva Olga Zaitseva | RUS Rússia        | [ 1 ]            |
| Combinado nórdico       | Equipes                  | Bernhard Gruber Felix Gottwald Mario Stecher David Kreiner              | AUT Áustria       | [ 3 ]            |
| Esqui alpino            | Slalom gigante masculino | Carlo Janka                                                             | SUI Suíça         | [ 8 ]            |
| Esqui estilo livre      | Ski cross feminino       | Ashleigh McIvor                                                         | CAN Canadá        | [ 9 ]            |
| Patinação de velocidade | 10000 m masculino        | Seung-Hoon Lee                                                          | KOR Coreia do Sul | [ 15 ]           |

## Líderes do quadro de medalhas ao final do dia 23
País sede destacado. Ver quadro completo.
| Ordem | País               | Medalha de ouro | Medalha de prata | Medalha de bronze |    |
| ----- | ------------------ | --------------- | ---------------- | ----------------- | -- |
| 1     | USA Estados Unidos | 7               | 9                | 10                | 26 |
| 2     | GER Alemanha       | 7               | 9                | 7                 | 23 |
| 3     | NOR Noruega        | 6               | 5                | 6                 | 17 |
| 4     | CAN Canadá         | 6               | 4                | 1                 | 11 |
| 5     | SUI Suíça          | 6               |                  | 2                 | 8  |